# Вобловица
Во́бловица — река в Кировской области России, правый приток Вятки, протекает по территории Нагорского района. Длина реки составляет 43 км, площадь водосборного бассейна 365 км².
Начинается на высоте около 220 м над уровнем моря в 10 км к северо-западу от села Николаево (Чеглаковское сельское поселение) и в 25 км к северо-западу от посёлка Нагорск. Река течёт на юг и юго-восток. Почти всё течение проходит по ненаселённому лесу, в нижнем течении неподалёку от реки находятся деревни Москвята и Кошулино (Чеглаковское сельское поселение). Устье реки находится в 899 км по правому берегу реки Вятка на высоте 124 м над уровнем моря, в 8 км к юго-западу от Нагорска.

### Притоки (км от устья)
- река Каменка (пр)[7];
- 5,1 км: река Лочег (пр);
- 25 км: река Полуденная (пр)[4];
- река Рыбная (пр)[8];
- 35 км: река Быстрец (пр)[4];
- река Каменка (лв);
- река Повечерняя (пр)[9].

## Данные водного реестра
По данным государственного водного реестра России относится к Камскому бассейновому округу, водохозяйственный участок реки — Вятка от истока до города Киров, без реки Чепца, речной подбассейн реки — Вятка. Речной бассейн реки — Кама.
Код объекта в государственном водном реестре — 10010300212111100031402.